# منزل مكي
منزل مكي أو منزل أحمد باشا الضى (1121 هـ / 1709 م) هو أحد أبرز المنازل الأثرية بمدينة رشيد المصرية. وقد تم بنائه في خلال القرن الثامن العشر الميلادي إبان الحملة الفرنسية على مصر. يقع بشارع طواحين التلايت وله واجهة شرقية بها مدخلان، يقع أولهما في الجهة الجنوبية الشرقية وهو معقود يؤدى إلى حجرة السبيل أما المدخل الثانى وهو بارز فعليه زخارف بالفخار قوامها نجوم سداسية ويعلو الباب منور من الحديد وعلى عضادتى المدخل كتابة بالفخار بالخط الكوفى المربع داخل مربعين نص الأولى «لا إله إلا الله» ونص الثانية «ماشاء الله» وعلى يسار المدخل فتحة معقودة بعقد مدبب لملء الصهريج وشباك حديد خاص بالسبيل.
1. تنقسم الواجهة بالدور الأول إلى قطاعين أولهما بارز على ما ورده والثانى مرتد ويشغل القطاع الأول شباكان يعلوهما منوران ويوجد بالقطاع الثانى شباك من الخرط وتقوم واجهة القطاع البارز على ماورده أما الجزء المرتد فيقوم على طروفيات.
2. المنزل من الداخل: يؤدى المدخل إلى الدركاه التي يقع بها بابان أولهما إلى السلم والثانى إلى الفناء المكشوف الذي تشرف عليه الحواصل وسقف هذه الحواصل بالأقبية المتقاطعة، أما الدور الأول فيتكون من ثلاثة قطاعات بالأول حجرة الإستقبال وعلى جانبيها خزانتان أما القطاع الثانى فيه حجرة ومرحاض

وقد سقف الدور قاعة بقبو متقاطع مخوص ويعد سقف الحجرة الرئيسية من التحف الخشبية حيث نفذت عليه زخارف بالسدايب ويدور أسفل السقف أفريز عليه كتابات عبارة عن أبيات شعرية باللغة التركية.